# Piotr Gołębiowski
Piotr Gołębiowski (* 10. Juni 1902 in Jedlińsk bei Radom, Polen; † 2. November 1980 in Nałęczów) war Bischof und Apostolischer Administrator von Sandomierz.

## Leben
Der am 22. Juni 1902 in der Pfarrkirche von Nałęczów getaufte Sohn des Jan und der Helena Gołębiowski erhielt den Namen Piotr. Er besuchte die Grundschule seines Heimatortes und anschließend das Gymnasium in Radom. Nach dem Abitur trat er am 29. Juli 1919 in das Priesterseminar von Sandomierz ein. Am 12. Oktober 1924 empfing er in der Kathedrale von Sandomierz durch Weihbischof Paweł Kubicki die Priesterweihe. Von 1923 bis 1928 studierte er an der Päpstlichen Universität Gregoriana in Rom. 1929/30 lehrte er als Professor am Priesterseminar in Sandomierz und wurde dort Rektor. 1941 ging er in die Gemeindepastoral, um 1950 wieder als Professor an das Seminar zurückzukehren, wo er bis 1962 lehrte.
Am 3. Juni 1957 ernannte ihn Papst Pius XII. zum Weihbischof in Sandomierz und gleichzeitig zum Titularbischof von Panium. Die Bischofsweihe spendete ihm am 28. Juli 1957 Jan Kanty Lorek, der Bischof von Sandomierz; Mitkonsekratoren waren der Weihbischof in Sandomierz Franciszek Jop und der Apostolische Administrator von Ermland Tomasz Wilczyński. Am 28. Februar 1968 ernannte Papst Paul VI. Piotr Gołębiowski zum Apostolischen Administrator von Sandomierz. Zur Teilnahme an den Sitzungsperioden des Zweiten Vatikanischen Konzils (1962 bis 1965) wurde ihm von den polnischen Behörden die Ausreise verweigert. Erst zu einem Ad-limina-Besuch im November 1973 durfte er auf Einladung Papst Pauls VI. nach fast 50 Jahren die „ewige Stadt“ wieder besuchen. 
Am 10. Juni 1977 bot er den altersbedingten Amtsverzicht an, wie es jedem Bischof mit 75 Jahren obliegt, den Papst Paul VI. jedoch nicht annahm. Auch die Erneuerung des Amtsverzichts am 25. Februar 1980 wurde von Papst Johannes Paul II. nicht akzeptiert.
Er starb bei der Feier der Heiligen Messe am Allerseelentag. Die Beisetzungsfeierlichkeiten am 5. November 1980 leitete Kardinal Franciszek Macharski, der Erzbischof von Krakau. Seine letzte Ruhestätte fand er in der Krypta der Kathedrale von Sandomierz.
Am 2. Mai 1994 wurde von Bischof Edward Materski von Radom der Seligsprechungsprozess eingeleitet. Die Dokumentation wurde am 16. September 1997 der Kongregation für die Selig- und Heiligsprechungsprozesse in Rom eingereicht.